# Alte Isarkaserne

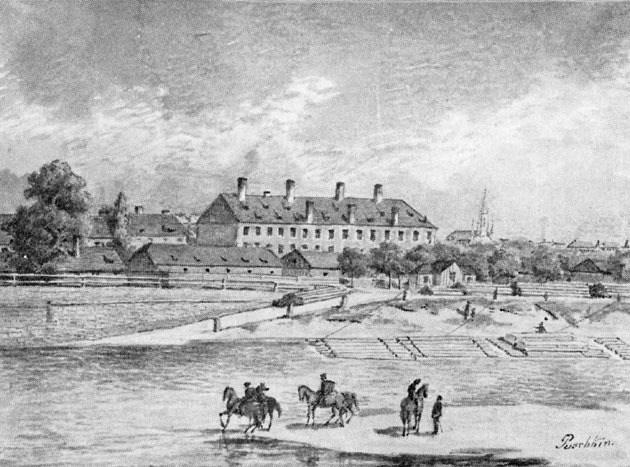
Alte Isarkaserne

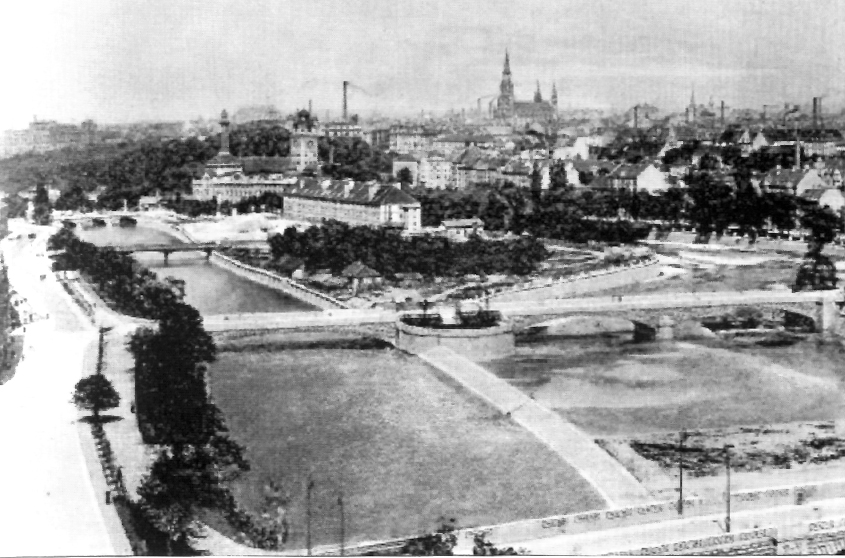
Die alte Isarkaserne auf der kurz vorher befestigten Kohleninsel im Jahr 1900.

Die Alte Isarkaserne war eine Kavalleriekaserne der bayerischen Armee in München. Sie lag auf der Kohleninsel, auf der seit dem frühen 20. Jahrhundert das Deutsche Museum steht.
Sie war eine der ältesten militärischen Bauten der Münchner Garnison, die ersten Anlagen sollen zur Zeit des Kurfürsten Maximilian Emanuel im frühen 18. Jahrhundert gebaut worden sein. Nach einem Brand wurde die Kaserne 1762 neu aufgebaut. Ihre Lage war strategisch günstig. Am stadtauswärtigen Isarufer lag die Vorstadt Au, die am Ende des 18. Jahrhunderts hauptsächlich von Arbeitern bewohnt und die drittgrößte Stadt in Bayern war. Ihre Nähe zur Residenzstadt München hätte bei sozialen Unruhen eine erhebliche Bedrohung darstellen können.

## Geschichte
Um 1800 war das längliche zweistöckige Hauptgebäude etwa 140 m lang und bot im Erdgeschoss, welches für Stallungen benutzt wurde, Platz für 724 Pferde und in den Obergeschossen Platz für 954 Soldaten. In südwärtiger Richtung hinter dem Hauptgebäude befand sich noch ein Exerzierplatz. Im Jahr 1803 stand die Kaserne einige Monate lang leer und wurde anschließend vom 1. Kürassier-Regiment „Minucci“ belegt, welches als 1. Dragoner-Regiment „Minucci“ bis Herbst 1804 dort blieb. Während der dritten Koalition war 1805 das Depot des 1. Dragoner-Regiment nebst Pferdelazarett untergebracht, im Frühjahr 1806 kehrte auch das Regiment zurück.
1806/1807 befand sich neben dem 1. Dragoner-Regiment noch das Depot des 4. Chevaulegers-Regiments „Bubenhofen“ in der alten Isarkaserne. Aufgrund des Platzmangels zogen einige Eskadronen in die provisorische Lehel-Kaserne um, während auf der Kohleninsel noch Teile eines Fuhrwerk-Bataillons einquartiert worden waren. Um 1808 beherbergte die Kaserne etwa 600 Soldaten (Chevauleger und Dragoner). Zwischen 1813 und 1820 wurden Stallbaracken in der Maxvorstadt und am Gasteig abgebaut und bei der Isarkaserne neu aufgebaut, so  dass weitere 120 Pferde untergebracht werden konnten. Die Stallungen fassten 1822 236 Pferde, während die Mannschaftsunterkünfte nur noch für 142 Mann berechnet waren. Die am Ufer liegende Neue Isarkaserne nahm einen großen Teil der in der Lehel-Kaserne und der alten Isarkaserne einquartierten Kavallerie auf. Die 1. Eskadron des 4. Chevaulegers-Regiment zog 1824 in die alte Isarkaserne, während 1825 Infanterie des 1. Linien-Infanterie-Regiments "König" in die Türkenkaserne verlegt wurde. Somit waren 1825 128 Mann Chevaulegers und 394 Mann (einschließlich Unteroffiziere) Infanterie des 2. Jägerbataillons auf der Insel kaserniert. 1827 wurden Technische Kompanien und Versorgungspersonal aus der Lehel-Kaserne in die alte Isarkaserne verlegt. Das vorher in Augsburg befindliche Monturdepot wurde 1828 in die alte Isarkaserne umgezogen, wo es bis 1848 verblieb.
Die Stallungen, die hauptsächlich vom 1. Artillerie-Bataillon und zur Reitausbildung der Fuhrwerk-Soldaten genutzt wurden, befanden sich Anfang der 1830er in einem so miserablen Zustand, dass 1833 eine der Baracken wegen akuter Einsturzgefahr evakuiert werden musste. Bis 1849 wurden zwei Stallungen abgerissen und drei saniert oder neu gebaut. Von 1828 bis 1834 wurde die alte Isarkaserne faktisch nur noch als Stallungsanlage genutzt und nicht als Truppenunterkunft. Vermutlich unter dem Eindruck eines Großbrandes in der Freisinger Garnison wurde 1834 angeordnet, dass die alte Isarkaserne mit Fuhrwesen-Soldaten belegt werden sollte, die in eben so einem Brandfall die Pferde in Sicherheit bringen sollten.
Nach der Ausquartierung des Monturdepots wurde das neu aufgestellte 3. reitende Artillerie-Regiment 1848 in der alten Isarkaserne untergebracht. Im Jahr 1849 wurden die Stallungen modernisiert, die zu diesem Zeitpunkt 415 Pferde fassten. Das 3. Artillerie-Regiment zog 1872 in die Max-II-Kaserne um, die alte Isarkaserne wurde mit zwei Eskadronen des 3. Chevaulegers-Regiments belegt. Während der Sanierung der neuen Isarkaserne in den 1890ern wurde die alte Isarkaserne als Ausweichquartier für das 1. Schwere Reiter-Regiment genutzt.  Bereits seit 1884 hatte die Garnisonsverwaltung Verkaufsgespräche für die alte Isarkaserne geführt. Die Stadt München erwarb das Gelände schließlich 1888 für 850.000 Mark. Die Übergabe erfolgte nach dem Abzug der letzten Militärs im März 1892.

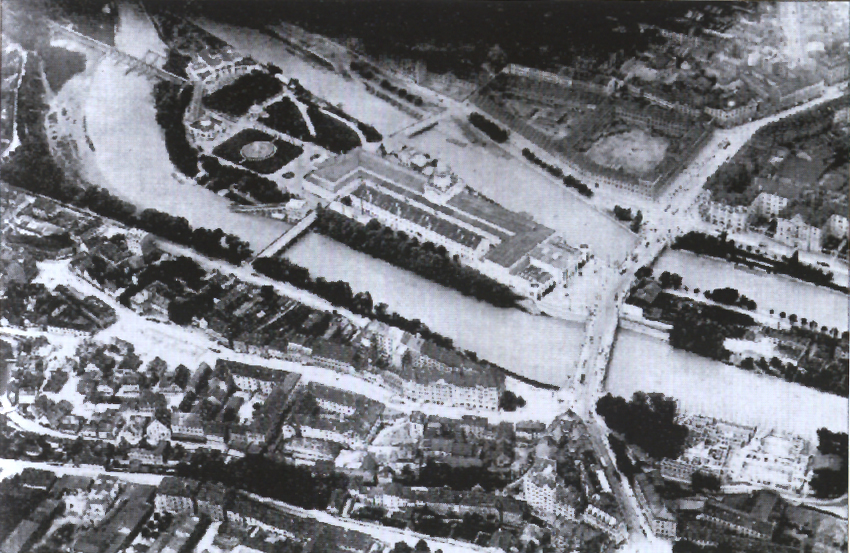
1898 war das langgezogene Kasernengebäude von Ausstellungshallen der „II. Kraft- und Arbeitsmaschinenausstellung München“ umbaut.

Die Stadtverwaltung München belegte die Gebäude mit diversen Behörden, unter anderem dem Wehramt und ab 1895 dem ersten Münchner Arbeitsamt. Um die Jahrhundertwende fanden auf der Kohleninsel mehrere Ausstellungen statt, die das Gebäude der alten Isarkaserne mit in die Ausstellungsräume einbezogen. Als Oskar von Miller 1903 den Plan des nationalen Technik-Museums verkündete, stiftete die Stadt München die Kohleninsel als Bauland für das neue Deutsche Museum. Bereits ab dem 1. Januar 1909 wurden einige Ausstellungen provisorisch im Gebäude der alten Kaserne gezeigt. Bis 1914 blieben auch Wehr- und Arbeitsamt noch in der alten Isarkaserne. Später wurde die gesamte Kaserne abgerissen und durch die Bauten des Deutschen Museums ersetzt.